# كراكوز أحمد باشا
كراكوز أحمد باشا (بالتركية: Karagöz Ahmed Paşa)‏ هو سياسي عثماني، تولى منصب والي إيالة الأناضول.

## مناصبه
تولى المناصب التالية:
- والي الأناضول